# Nikola Ćetković
Nikola Ćetković (ur. 6 lutego 2002 w Banja Luce) – bośniacki piłkarz serbskiego pochodzenia występujący na pozycji bramkarza w klubie Borac Banja Luka.

## Kariera
Wychowanek Željezničara Banja Luka. Na początku sezonu 2021/22 przeszedł do Boraca Banja Luka. W kwietniu 2022 został wybrany najlepszym sportowcem Banja Luki w roku 2021. Po sezonie 2022/23 został wybrany przez użytkowników portalu Meridian Sport najlepszym bramkarzem sezonu w Bośni i Hercegowinie.
3 sierpnia 2023 podczas spotkania z Austrią Wiedeń w ramach eliminacji do Ligi Konferencji UEFA doznał kontuzji – zerwania więzadła krzyżowego w kolanie. Sezon 2023/24 Borac zakończył jako mistrz Bośni i Hercegowiny. Ze względu na kontuzję, Ćetkvoić nie brał udziału w tych rozgrywkach.
Ćetković uchodzi za jednego z najbardziej utalentowanych bramkarzy swojej generacji. Brał udział w testach m.in. w Sportingu Lizbona. Pozyskaniem piłkarza był zainteresowany także RSC Anderlecht.

## Reprezentacja
Ćetković wystąpił w dwóch spotkaniach reprezentacji Serbii U-15. Później był powoływany do różnych młodzieżowych reprezentacji Bośni i Hercegowiny, od szczebla U-16 aż po U-21. 19 grudnia 2021 zadebiutował w seniorskiej reprezentacji, rozgrywając 45 minut w przegranym 1:0 towarzyskim spotkaniu z USA.